# Marcin Borski
Marcin Borski, né le 13 avril 1973 à Varsovie, est un arbitre de football polonais. Il est licencié à la FIFA depuis 2006.

## Biographie
Arbitre de première division polonaise à partir de 1999, Marcin Borski officie la première fois le 21 août lors du match Zagłębie Lubin – Widzew Łódź. Analyste commercial  dans de nombreuses institutions, comme la Bourse de Varsovie, le ministère du Trésor ou l'entreprise KGHM Polska Miedź, il doit quitter cette dernière à la suite de la remontée en première division du Zagłębie Lubin, racheté entretemps par le producteur de cuivre. Gros distributeur de cartons, il est agressé le 25 mai 2005 par des hooligans du GKS Katowice, équipe qui a vu trois de ses joueurs être expulsés, et qui par la suite perdra le match par forfait.
Il arbitre à l'échelle européenne pour la première fois lors d'un match de premier tour qualificatif de Coupe UEFA opposant le HNK Rijeka à l'Omonia Nicosie le 13 juillet 2006. La même année, il figure sur la « liste des coiffeurs », liée à Ryszard Forbrich, qui est soupçonné d'avoir acheté des centaines de matches de première, deuxième et troisième division. Risquant l'interdiction d'exercer ses fonctions, il est finalement mis hors de cause, et reprend la compétition.
Le 16 janvier 2007, Marcin Borski est promu sur la liste principale des arbitres de l'UEFA et peut donc à partir de cette date officier lors de rencontres internationales. Par la suite, il est présent lors de quelques matches mineurs, comptant par exemple pour les éliminatoires de l'Euro des moins de 19 ans 2008 ou de la Coupe du monde 2010. Considéré tout de même comme l'un des meilleurs arbitres de Pologne, il est régulièrement présent en Ligue des champions ou en Ligue Europa, principalement lors des phases de groupes, et est promu dans la catégorie élite des arbitres européens en 2011.
En décembre 2011, il est nommé par l'UEFA pour participer en tant que quatrième arbitre au championnat d'Europe qui se tient dans son pays et en Ukraine. Par deux fois, il est présent sur les pelouses lors de la phase de groupes de la compétition, lors d'Allemagne – Portugal le 9 juin et Ukraine – Suède le 11 juin.